# Melitaea interposita
Melitaea interposita är en fjärilsart som beskrevs av Rothschild 1913. Melitaea interposita ingår i släktet Melitaea och familjen praktfjärilar. Inga underarter finns listade i Catalogue of Life.